# Passing (identitat racial)

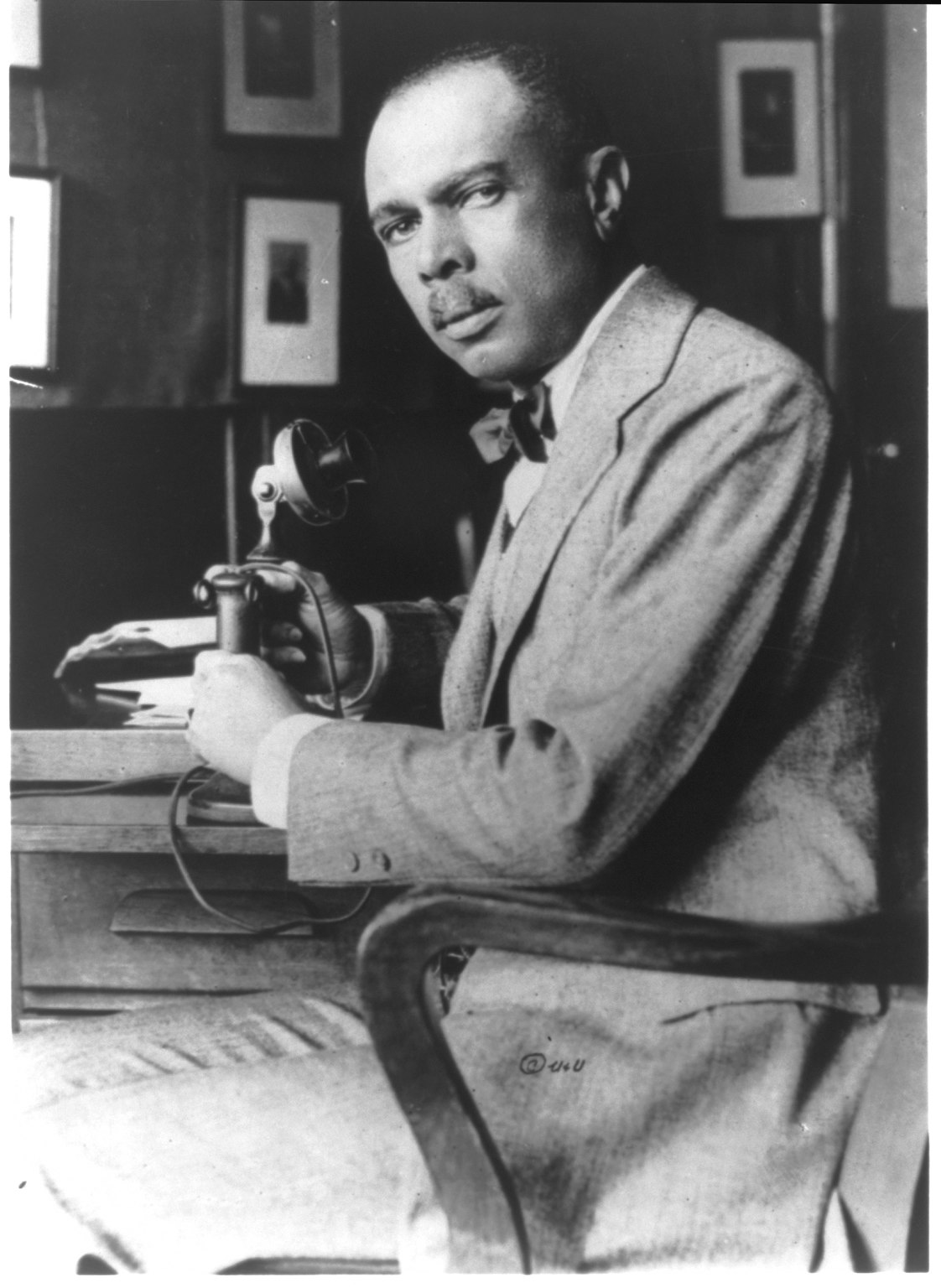
James Weldon Johnson, autor d’Autobiography of an Ex-Colored Man.

El passing racial es produeix quan una persona classificada com a membre d'un grup racial és acceptada o percebuda ("passa") com a membre d'un altre. Històricament, el terme s'ha utilitzat principalment als Estats Units per descriure una persona de color o d'ascendència multiracial que es va assimilar a la majoria blanca per escapar de les convencions legals i socials de la segregació i la discriminació racials.

## Als Estats Units

### Passar per blanc

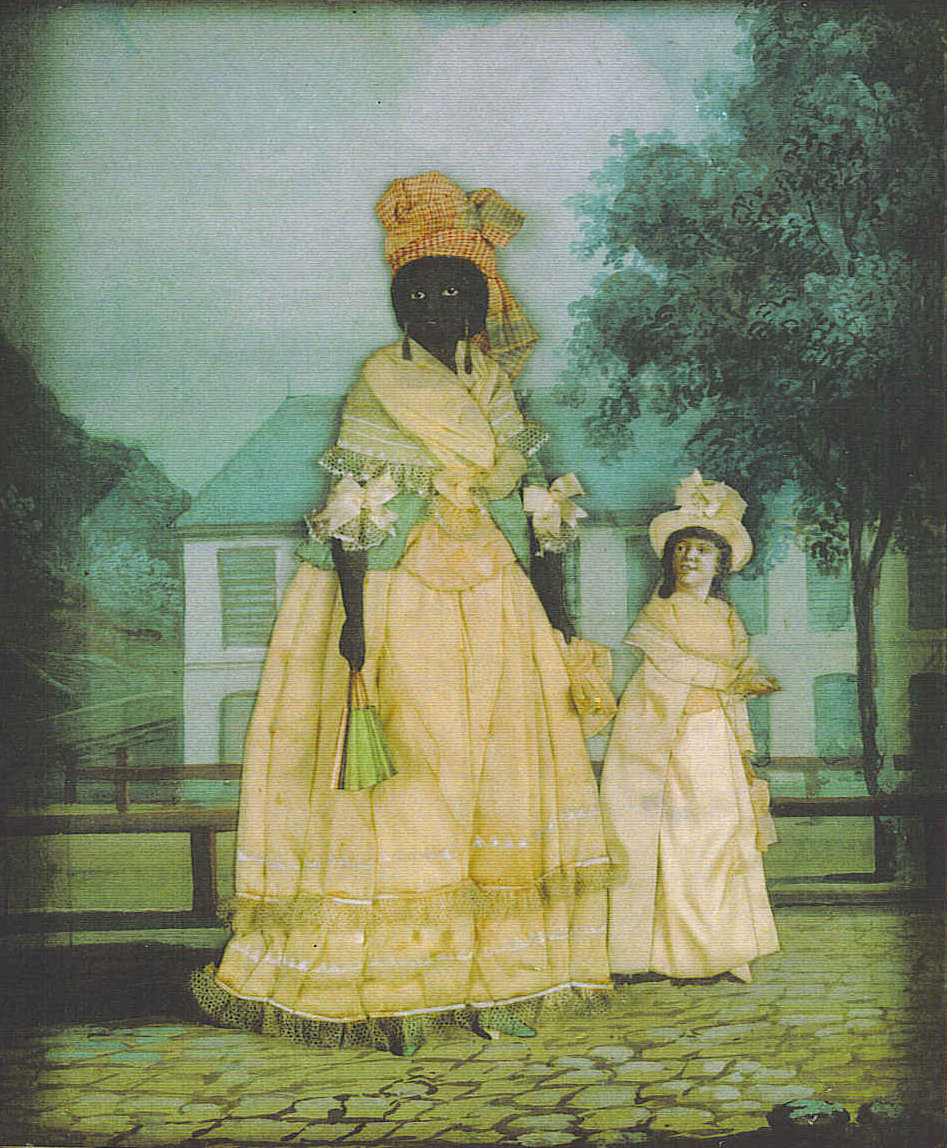
Dona lliure de color amb filla cuarterona; pintura de collage de finals del, Nova Orleans.

Tot i que les lleis contra el mestissatge que prohibeixen els matrimonis interracials existien als Estats Units ja el 1664, no hi havia lleis que impedissin (o processessin) la violació de nenes i dones esclavitzades. La violació d'esclaus era legal, encoratjada durant l'esclavitud per augmentar la població d'esclaus. Durant generacions, les mares negres esclavitzades van tenir fills de races mixtes que es consideraven "mulattos", "quadroons", "octoroons" o fins i tot "hexadecaroons" segons el seu percentatge de "sang negra".
Tot i que aquestes persones de raça mixta sovint eren mig blanques o més, les institucions d'hipodescendència i la regla d'una gota (segle XX) en alguns estats, especialment del sud⁠, els classificaven com a negres i, per tant, inferiors, sobretot després que l'esclavitud es convertís en una casta racial. Però hi havia altres persones de raça mestissa que van néixer d'unions o matrimonis a la Virgínia colonial entre dones blanques lliures i homes africans o afroamericans, lliures, contractats o esclaus, i es van convertir en avantpassats de moltes famílies lliures de color a les primeres dècades dels Estats Units, tal com ho documenta Paul Heinegg al seu Free African Americans of Virginia, North Carolina, South Carolina, Maryland and Delaware.
Els afroamericans de raça mixta de vegades utilitzaven el seu aspecte racialment ambigu (i sovint l'ascendència majoritària europea) per passar per blancs i evadir les restriccions contra ells per buscar una vida millor. Per a algunes persones, passar per blanc i utilitzar la seva blancor per elevar altres persones negres era la millor manera de soscavar el sistema que relegava els negres a una posició inferior a la societat. Aquestes mateixes persones que van poder passar per blanques de vegades eren conegudes per abandonar la comunitat afroamericana i obtenir una educació, per després tornar i ajudar amb l'elevació racial. Encara que els motius del passing són profundament individuals, la història dels afroamericans que passen com a blancs es pot classificar segons els períodes següents: l'era anterior a la Guerra de Secessió, la post-emancipació, la Reconstrucció a través de Jim Crow i l'actualitat.:4

#### Abans de la guerra
Durant el període anterior a la guerra, passar per blanc era un mitjà per escapar de l'esclavitud. Un cop van abandonar la plantació, els esclaus fugits que podien passar per blancs van trobar seguretat en la seva blancura percebuda. Passar com a blanc era passar com a lliure.:4  No obstant això, un cop van aconseguir la seva llibertat, la majoria dels esclaus fugits pretenien tornar a la "negror"; passar per blanc era una disfressa temporal usada per aconseguir la llibertat.:28  Una vegada havien fugit, la seva ambigüitat racial podria ser una salvaguarda de la seva llibertat. Si un esclau fugit era capaç de passar per blanc, tenia menys probabilitats de ser atrapat i tornat a la seva plantació. Si eren atrapats, els esclaus que passaven per blancs com Jane Morrison podien demandar la seva llibertat, utilitzant la seva aparença blanca com a justificació per a l'emancipació.:30

#### Post-emancipació

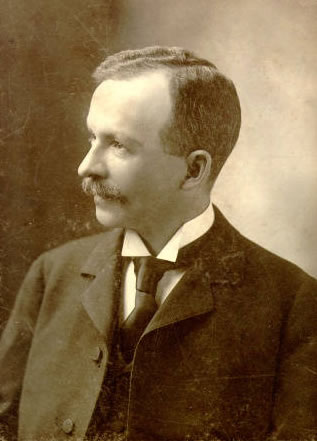
Charles W Chesnutt als 40 anys d'edat.

Després de l'emancipació, passar per blanc ja no era un mitjà per obtenir la llibertat. A mesura que el pas va passar d'una necessitat a una opció, va caure en desgracia a la comunitat negra. L'autor Charles W. Chestnutt, que va néixer lliure a Ohio com a afroamericà de raça mixta, va explorar les circumstàncies de les persones de color al sud després de l'emancipació, per exemple, per a una dona antigament esclava que es casa amb un home blanc poc després de l'acabament de la Guerra Civil.

#### Reconstrucció a través de Jim Crow
Durant l'era de la Reconstrucció, els negres van obtenir lentament alguns dels drets constitucionals dels quals van ser privats durant l'esclavitud. Tot i que no aconseguirien la igualtat constitucional "plena" durant un segle més fins després de l'aprovació de la Llei de drets civils de 1964 i la Llei de drets de vot de 1965, la Reconstrucció va prometre la igualtat legal als afroamericans per primera vegada. Abolir l'esclavitud no va abolir el racisme. Durant la Reconstrucció, els blancs van intentar fer complir la supremacia blanca, en part a través de l'augment dels capítols del Ku Klux Klan, els clubs de rifles i posteriorment grups insurgents paramilitars com els Camises Vermelles.
El passing va ser utilitzat per alguns afroamericans per evadir la segregació. Aquells que eren capaços de passar per blancs sovint feien passing tàctic o passaven per blancs per aconseguir feina, anar a l'escola o viatjar.:29 Outside these situations, "tactical passers" still lived as black people, and for this reason, tactical passing is also referred to as "9 to 5 passing.":29 Fora d'aquestes situacions, els que feien passingtàctic encara vivien com a persones negres, i per aquest motiu, el passing tàctic també es coneix com a "passing de 9 a 5".[5]: 29  L'escriptor i crític literari Anatole Broyard va veure el seu pare fent passing per aconseguir feina després que la seva família criolla de Louisiana es traslladés a Brooklyn abans de la Segona Guerra Mundial.
Aquesta idea de creuar la línia de color en diferents moments de la vida s'explora a Autobiography of an Ex-Colored Man, de James Weldon Johnson. Però el narrador tanca la novel·la dient "He venut el meu dret de naixement per un embolic de potatge", cosa que significa que es penedeix d'haver canviat la seva negror per la blancor. La idea que passar per blanc era un rebuig a la negror era comuna en aquell moment i ho continua sent fins als nostres dies.:30

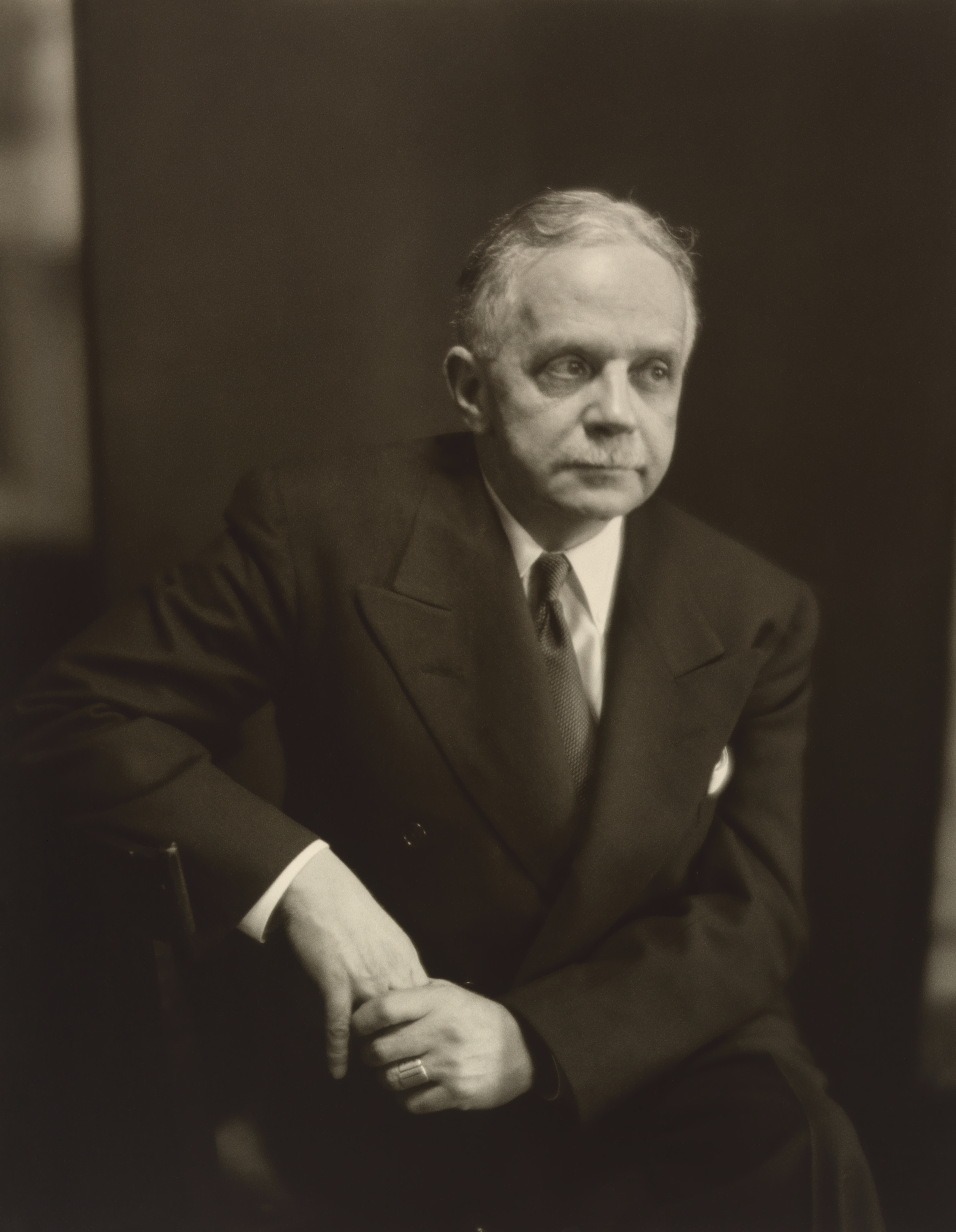
Walter Francis White, cap el 1950.

Els afroamericans també van optar per passar per blancs durant Jim Crow i més enllà. Per exemple, el líder dels drets civils dels Estats Units, Walter Francis White, va dur a terme investigacions al sud durant les quals va passar per blanc per recollir informació sobre linxaments i crims d'odi i per protegir-se en entorns socialment hostils. White, que tenia el cabell ros, els ulls blaus i la complexió clara, era de raça mixta, la majoria d'ascendència europea. Vint-i-set dels 32 besavis de White eren blancs; els altres cinc estaven classificats com a negres i havien estat esclaus. White va créixer amb els seus pares a Atlanta a la comunitat negra i s'hi va identificar. Va exercir com a director executiu de la National Association for the Advancement of Colored People (NAACP) des de 1929 fins a la seva mort el 1955.
Al segle xx, George Herriman, creador del còmic Krazy Kat, era un dibuixant crioll de Louisiana nascut de pares mulats, que va reivindicar l'herència grega al llarg de la seva vida adulta.
L'esmentat escriptor i crític del segle XX Anatole Broyard era un crioll de Louisiana que va optar per passar per blanc en la seva vida adulta a la ciutat de Nova York i Connecticut. Volia crear una vida d'escriptor independent i va rebutjar ser classificat com a escriptor negre. A més, no es va identificar amb els negres urbans del nord del país, les experiències dels quals havien estat molt diferents de les seves quan era nen a la comunitat criolla de Nova Orleans. Es va casar amb una dona estatunidenca d'origen europeu. La seva dona i molts dels seus amics sabien que era en part negre en ascendència. La seva filla Bliss Broyard no se'n va assabentar fins després de la mort del seu pare. L'any 2007, va publicar unes memòries que traçaven la seva exploració de la vida del seu pare i els misteris familiars titulades One Drop: My Father's Hidden Life: A Story of Race and Family Secrets.

#### 2000 fins a l'actualitat
Passar com a blanc al segle XXI és més controvertit: sovint es veu com un rebuig de la negror, la família i la cultura.:10 L'agost de 2021, l'escriptora negra de gènere fluid de Steven Universe Future i Craig of the Creek, Taneka Stotts, va dir a Insider que sovint els personatges negres i marrons de l'animació existeixen de manera ambigua, anomenant això una "narrativa de passing blanc... on la narració està escrita d'una manera que és prou blanca com per superar els vostres executius i els poders que ser." Mae Catt, una escriptora asioamericana queer de Young Justice, va afegir que quan els espectacles no estan dirigits o escrits per persones de color, els personatges negres són "decoració superficial" i el representant racial va "molt semblant al la representació queer", ja que la identitat cultural dels personatges no es mostra, amb un "biaix destructiu implícit no dit" que el seu comportament és "correcte", un comportament que és "inevitablement blanc".

### Passar per indígenes americans

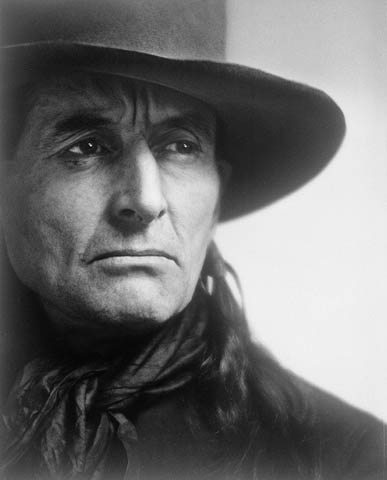
L'anglès Archibald Belaney, que es va "reinventar" com a Mussol Gris, retratat per Yousuf Karsh (1936). Nascut a Anglaterra, Belaney va anar al Canadà i, entre els no nadius, va passar amb èxit com a persona de les Primeres Nacions durant molts anys.

Altres persones han passat com a nadius americans o de les Primeres Nacions. Aquestes persones de vegades s'anomenen pretendians, un mot creuat de les paraules pretend (fingir) i indian (indi).
En els moviments new-age i hippie, les persones no natives de vegades han intentat passar per nadius americans o altres persones de medicina indígenes. El terme pejoratiu per a aquestes persones és "xaman de plàstic".
L'autor i ecologista Mussol Gris va néixer a Anglaterra com un home blanc anomenat Archibald Belaney; va fer vida al Canadà i va afirmar ser una persona de les Primeres Nacions. Quan li van demanar que expliqués la seva aparença blanca, va mentir i va afirmar que era meitat escocès i meitat apatxe. Belaney realitzava el que ell va dir que eren pràctiques culturals ojibwe i habilitats de natura salvatge, i va adoptar un estil de vida anacrònic i estereotipat, com a part d'una persona que va tenir èxit en màrqueting per a públics no nadius.
L'actor estatunidenc Iron Eyes Cody, que era d'ascendència siciliana, va desenvolupar una veta de mercat a Hollywood interpretant papers de nadius americans. Inicialment interpretant els indis només a les pel·lícules i la televisió, finalment duia la seva indumentària de cinema a temps complet i va insistir que era d'ascendència cherokee i cree.
En les arts visuals i la literatura, altres estatunidencs blancs també han intentat passar per indígenes. El líder del Ku Klux Klan i escriptor de discursos segregacionista, Asa Earl Carter, va intentar reinventar-se com l'autor cherokee Forrest Carter, autor de la novel·la The Education of Little Tree.
Jay Marks, un home d'ascendència jueva d'Europa de l'Est, va adoptar el pseudònim de Jamake Highwater cap al 1969, afirmant que era cherokee-blackfoot, i va publicar nombrosos llibres amb aquest nom. Va guanyar premis i beques NEA.
Cromwell Ashbie Hawkins West era un afroamericà de Rhode Island. Net del destacat advocat i líder de la comunitat, William Ashbie Hawkins, West es va reinventar com a Red Thunder Cloud i, tot i que només coneixia "unes poques paraules de catawba" que havia après dels llibres, va convèncer els antropòlegs que era l'últim parlant fluït de la llengua catawba. Davant les objeccions dels nadius americans que va estudiar, que van dir als acadèmics que no era nadiu, West va continuar treballant amb antropòlegs per publicar materials lingüístics i culturals sobre diverses tribus diferents amb les quals mai havia tingut contacte.
L'escultor d'origen estatunidenc Jimmie Durham va ser exposat com un home no natiu que es feia passar per cherokee. L'artista Yeffe Kimball va afirmar que era osage.
Per intentar protegir els artistes nadius americans de les reclamacions dels imitadors no nadius, es va aprovar la Llei d'Arts i Oficis Indis (Indian Arts and Crafts Act) de 1990 als Estats Units. Requereix que qualsevol artista visual que digui ser un artista nadiu americà sigui membre inscrit d'una tribu reconeguda estatal o federal, o que una tribu reconeguda designi l'artista com a artesà tribal.
Al món acadèmic, a causa de la confiança dels col·legis i universitats no tribals en l'autoidentificació de la identitat tribal, les persones no natives de vegades han passat per nadius americans. Elizabeth Warren, professora de Harvard i senadora dels Estats Units, va reclamar ascendència cherokee i delaware. Les seves afirmacions van ser rebutjades per la Nació Cherokee.
El professor i activista Ward Churchill, que defensava els drets dels indis americans, afirmava ser alternativament cherokee, muscogee creek i métis. Les seves afirmacions van ser finalment rebutjades per les tribus que reclamava, concretament la United Keetoowah Band of Cherokee Indians. Churchill va ser acomiadat el 2007 de la Universitat de Colorado per mala conducta acadèmica per les seves investigacions i escrits.
The Wall Street Journal va informar el 5 d'octubre de 2015 que el Dartmouth College va acomiadar la directora del seu programa nadiu nord-americà, Susan Taffe Reed, "després que els funcionaris tribals i antics alumnes l'acusessin de presentar-se a si mateixa com a índia americana". Anteriorment havia ensenyat a Dartmouth, Bowdoin College i la Universitat de Carolina del Nord a Chapel Hill.
Terry Tafoya (que ara es diu Ty Nolan), un antic professor de psicologia a l'Evergreen State College, va passar per warm springs i per pueblo de Taos. El Seattle Post Intelligencer va descobrir que no era cap dels dos i va informar del seu engany.
La Declaració sobre el Frau de la Identitat Indígena de l'Associació d'Estudis Indígenes (Native American and Indigenous Studies Association's Statement on Indigenous Identity Fraud) diu: "Si creiem en l'autodeterminació indígena com a valor i objectiu, aleshores les qüestions d'identitat i integritat en la seva expressió no es poden tractar com una mera distracció de qüestions suposadament més importants. Falsificar la pròpia identitat o relació amb uns pobles indígenes concrets és un acte d'apropiació continu amb altres formes de violència colonial".

### Passar per afroamericans i altres races

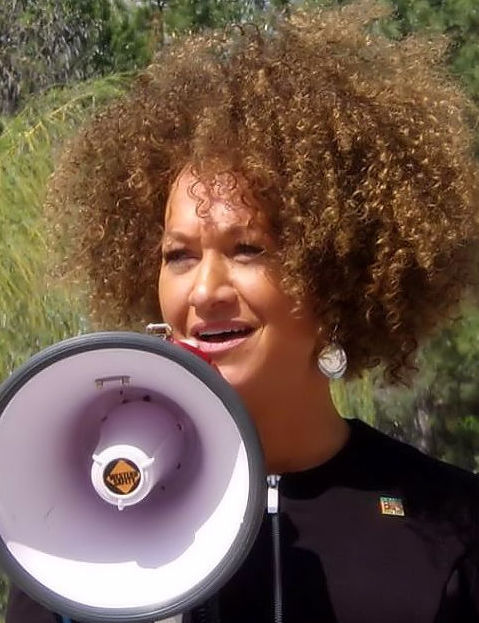
Rachel Dolezal parlant a la manifestació de drets civils de Spokane el maig de 2015, un mes abans de ser exposada com a blanca en lloc d'afroamericana.

L'activista dels drets civils Rachel Dolezal, aleshores presidenta del capítol de Spokane de la National Association for the Advancement of Colored People (NAACP), va afirmar en un perfil el febrer de 2015 haver nascut en un "tipi de Montana" i haver caçat per menjar amb la seva família quan era petita "amb arcs i fletxes". Primerament s'havia identificat com a afroamericana quan es va establir com a activista a Spokane.
L'any 2015, la mare de Dolezal va disputar els comptes de la seva filla, dient que l'ascendència de la família era txeca, sueca i alemanya, amb "lleus rastres" d'herència nativa americana. També va negar diverses afirmacions fetes per la seva filla sobre la seva vida, incloent haver viscut a l'Àfrica quan era jove, encara que els pares hi van viure durant un temps després que Dolezal hagués marxat de casa. Dolezal finalment va renunciar al seu càrrec al capítol de Spokane NAACP.
El 2015, Vijay Chokalingam, el germà de l'actriu i comediant índia-estatunidenca Mindy Kaling, va dir a la CNN que havia pretès ser negre anys abans per tal d'aprofitar l'acció afirmativa per ser admès a la facultat de medicina. L'escola de medicina va emetre una declaració que afirmava que les qualificacions i puntuacions de Chokalingam complien els criteris d'acceptació en aquell moment, i la raça no havia tingut cap factor en la seva admissió.
John Roland Redd va ser un músic afroamericà nascut i criat a Missouri. A la dècada de 1950 va assumir una nova identitat, afirmant ser un indi anomenat Korla Pandit i fabricant la història d'haver nascut a Nova Delhi (Índia), fill d'un sacerdot braman i una cantant d'òpera francesa. Va establir una carrera en aquest personatge exòtic, descrit com un "Liberace indi". El 2001, tres anys després de la seva mort, la seva veritable identitat ètnica va ser revelada en un article de R. J. Smith, l'editor de la revista Los Angeles.
El setembre de 2020, després que els estudiosos llatins negres s'enfrontessin a ella, la professora i autora d'història africana Jessica Krug va admetre que havia passat falsament per afroamericana. Com a activista, Krug també havia estat utilitzant l'àlies "Jessica La Bombalera".

## A Altres països

### Alemanya
Per als jueus de l'Alemanya nazi, passar per "ari" o blanc i no jueu era un mitjà per escapar de la persecució. Hi havia tres maneres d'evitar ser enviat als camps d'extermini: córrer, amagar-se o passar. Cap opció era perfecta, i tot comportava el risc de quedar atrapat. Les persones que no podien fugir però volien mantenir una vida sense amagar-se van intentar passar per "aris". Les persones que eren "visiblement jueves" podien intentar alterar la seva aparença per convertir-se en "àries", mentre que altres persones jueves amb trets més ambigus podrien passar a l'ideal "ari" més fàcilment. En aquests intents de passar per "aris", els jueus van alterar la seva aparença tenyint-se els cabells de ros i fins i tot intentant revertir les circumcisions. Edith Hahn Beer era jueva i va passar per "ària"; va sobreviure a l'Holocaust vivint i casant-se amb un oficial nazi. Hahn Beer va escriure una memòria anomenada: The Nazi Officer's Wife: How One Jewish Woman Survived the Holocaust ("La dona de l'oficial nazi: com una dona jueva va sobreviure a l'Holocaust"). Un altre exemple d'aquest tipus és Stella Kübler, una col·laboradora jueva que inicialment va intentar amagar els seus antecedents jueus. Dècades més tard, l'escriptora belga-estatunidenca Misha Defonseca faria el contrari: afirmaria falsament ser una jueva supervivent de l'Holocaust fins al 2008 quan es va revelar la seva veritable identitat.

### Anglaterra
Patrick O'Brian (1914 – 2000), nascut Richard Patrick Russ, un novel·lista i traductor anglès, conegut sobretot per la seva sèrie Aubrey-Maturin de novel·les marines ambientades a la Royal Navy durant les guerres napoleòniques, durant molts anys els crítics i els periodistes van creure que era irlandès i no va prendre cap mesura per corregir la impressió, fins que una revelació de 1998 a The Daily Telegraph va fer públics els fets de la seva ascendència, nom original i primer matrimoni, provocant un considerable comentari crític dels mitjans.

### Canadà
La directora científica de la divisió de salut indígena dels Canadian Institutes of Health Research (Instituts Canadencs d'Investigació en Salut) i professora de la Universitat de Saskatchewan, Carrie Bourassa, era una pretendian; durant més de 20 anys va afirmar ser métis, anishnaabe i tlingit. El novembre de 2021 va deixar amdós càrrecs quan no va poder aportar cap evidència genealògica dels seus orígens.
Exemples de transmissió racial han estat utilitzats per persones per assimilar-se a grups diferents dels europeus. Marie Lee Bandura, que va créixer com a part de la Primera Nació Qayqayt a New Westminster (Colúmbia Britànica), va quedar òrfena i creia que era l'última de la seva gent. Es va traslladar al barri xinès de Vancouver, es va casar amb un xinès i va criar els seus quatre fills com a xinesos. Un dia li va parlar a la seva filla Rhonda Larrabee sobre la seva herència: "T'ho diré una vegada, però no m'ho has de preguntar mai més". Posteriorment se'n va fer un documental, A Tribe of One.